# Зона свободной торговли

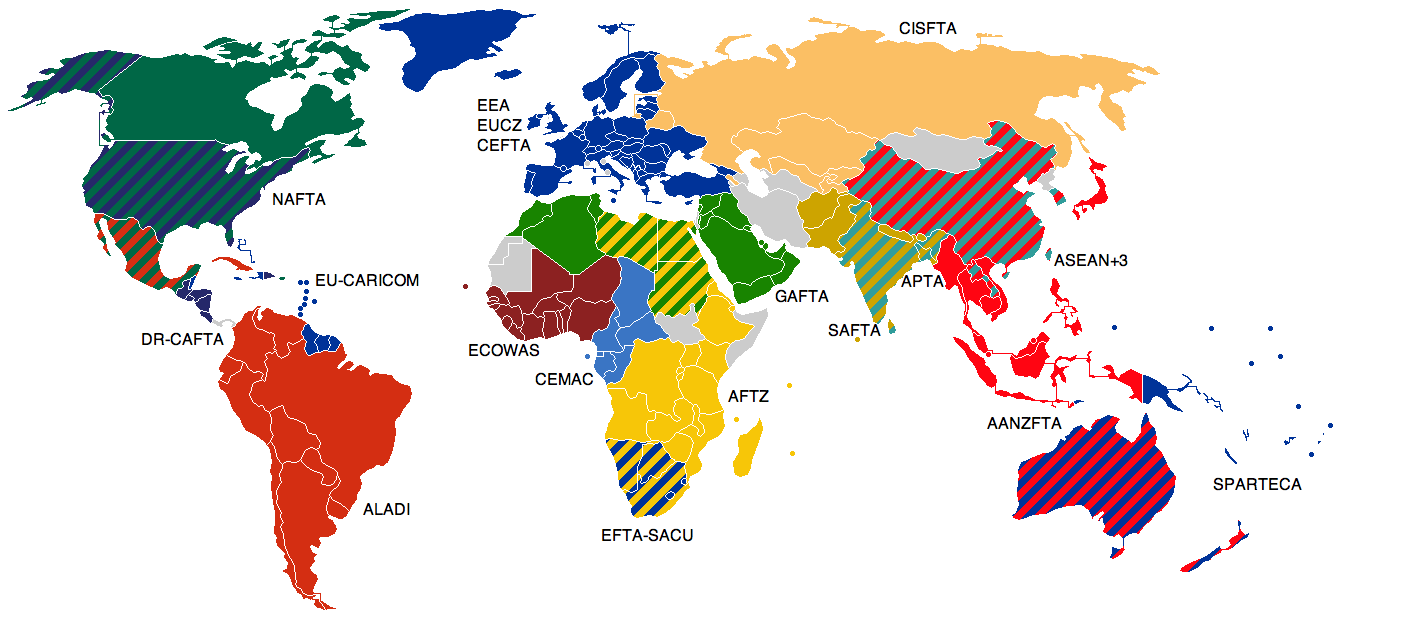
Зоны свободной торговли.

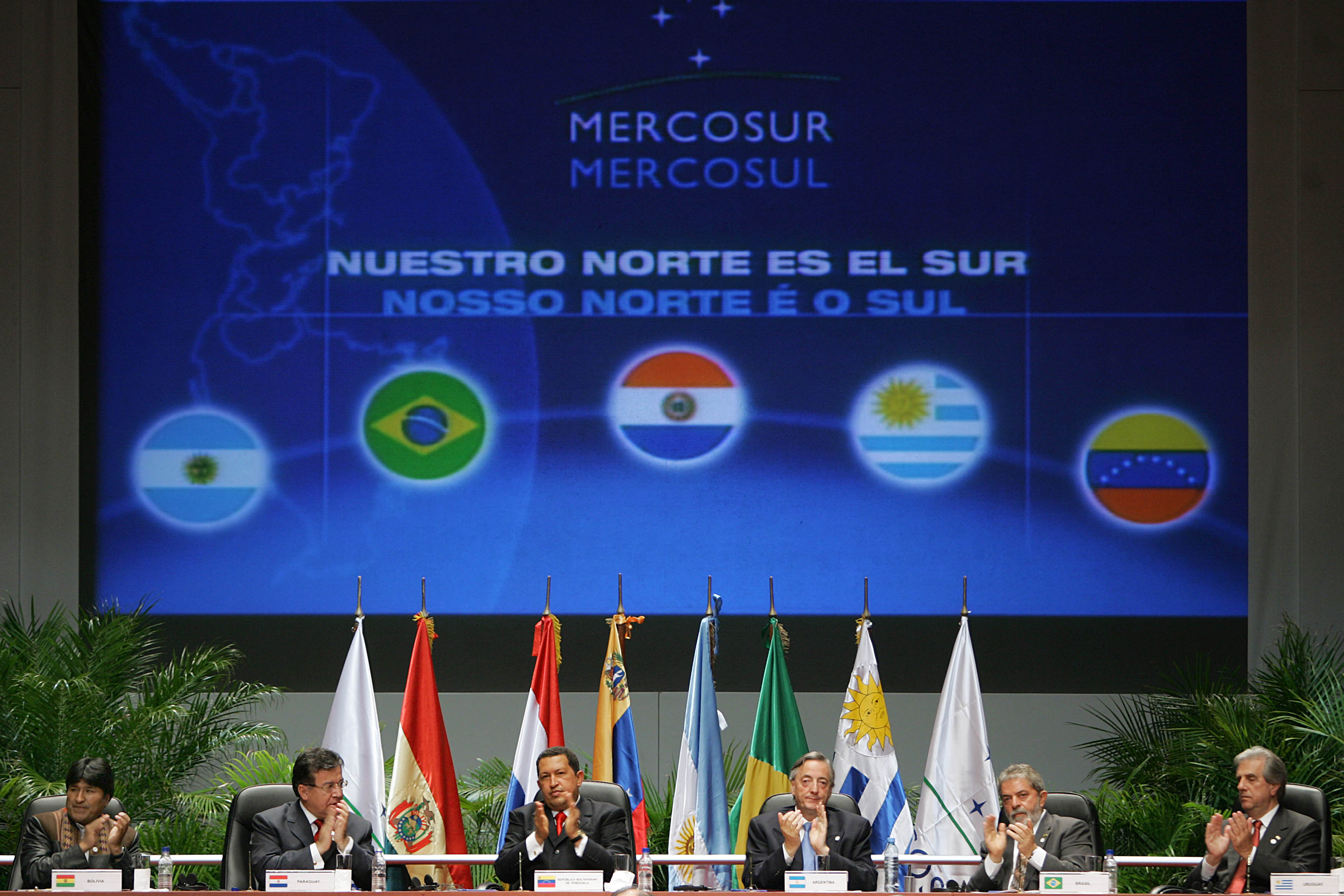
МЕРКОСУР примером зоны свободной торговли между странами Южного конуса.

Зона свободной торговли (ЗСТ) — тип международной интеграции, при котором в странах-участницах отменяются таможенные пошлины, налоги и сборы, а также количественные ограничения во взаимной торговле в соответствии с международным договором. Это более глубокий тип интеграции, чем преференциальные соглашения. За каждой страной-участницей сохраняется право на самостоятельное и независимое определение режима торговли по отношению к третьим странам. В большинстве случаев условия зоны свободной торговли распространяются на все товары, кроме продуктов сельского хозяйства. Зона свободной торговли может координироваться небольшим межгосударственным секретариатом, расположенным в одной из стран-членов, но обычно обходятся без него, а основные параметры своего развития страны согласовывают на периодических совещаниях руководителей соответствующих ведомств. Между странами-участницами сохраняются таможенные границы и посты, контролирующие происхождение товаров, пересекающие их государственные границы.

## Примеры ЗСТ
- Североамериканская зона свободной торговли НАФТА (North American Free Trade Agreement, NAFTA) — соглашение между США, Канадой и Мексикой, вступившее в силу в 1994 г. Соглашение предусматривает поэтапную ликвидацию таможенных тарифов и нетарифных барьеров как для промышленных, так и для сельскохозяйственных товаров, защиту прав интеллектуальной собственности, выработку общих правил для инвестиций, либерализацию торговли услугами и создание эффективного механизма для разрешения торговых споров между странами-участницами. В 2020 году НАФТА утратило силу в замен неё было заключено новое соглашение USMCA.
- Европейская ассоциация свободной торговли — создана в 1960 г., в настоящее время включает Исландию, Лихтенштейн, Норвегию, Швейцарию.
- Балтийская зона свободной торговли — соглашение между Латвией, Литвой и Эстонией, подписанное в 1993 г. (утратило силу в 2004 г., со дня вступления стран-участниц в Европейский союз).
- Центрально-европейская ассоциация свободной торговли — соглашение между Венгрией, Польшей, Румынией, Словакией, Словенией и Чехией, подписанное в 1992 г. (для стран-основателей утратило силу в 2004 г., со дня их вступления в Европейский союз).
- Австралийско-Новозеландское торговое соглашение об углублении экономических связей подписано этими двумя странами в 1983 г.
- Зона свободной торговли между Колумбией, Эквадором и Венесуэлой — соглашение было подписано перечисленными странами в 1992 г.
- Бангкокское соглашение — соглашение между Бангладеш, Индией, Республикой Корея, Лаосом, Шри-Ланка, подписанное в 1975 г.
- Зона свободной торговли СНГ — соглашение между странами СНГ, подписанное в октябре 2011 года.

## ЗСТ в процессе создания
- Транстихоокеанское партнёрство
- Союз южноамериканских наций
- ЗСТ между членами ЕАЭС и другими странами